# (30270) Chemparathy
(30270) Chemparathy es un asteroide perteneciente al cinturón de asteroides, descubierto el 29 de abril de 2000 por el equipo del Lincoln Near-Earth Asteroid Research desde el Laboratorio Lincoln, Socorro, Nuevo México.

## Designación y nombre
Designado provisionalmente como 2000 HJ51. Fue nombrado por Augustine George Chemparathy (nacido en 1997) quien fue finalista en la Búsqueda de talentos científicos (STS) de Intel de 2015, una competencia científica para estudiantes de último año de secundaria, por su proyecto de ciencias vegetales. Asiste a la escuela secundaria Dougherty Valley High School, en San Ramón, California.

## Características orbitales
Chemparathy está situado a una distancia media del Sol de 2,415 ua, pudiendo alejarse hasta 2,830 ua y acercarse hasta 1,999 ua. Su excentricidad es 0,172 y la inclinación orbital 3,621 grados. Emplea 1370,62 días en completar una órbita alrededor del Sol.
Pertenece a la familia de asteroides de (135) Hertha.

## Características físicas
La magnitud absoluta de Chemparathy es 15,38.